# La Bridoire
La Bridoire település Franciaországban, Savoie megyében. Lakosainak száma 1206 fő (2022. január 1.). La Bridoire Attignat-Oncin, Domessin, Dullin, Lépin-le-Lac, Saint-Alban-de-Montbel, Saint-Béron és Verel-de-Montbel községekkel határos.

## Népesség
A település népességének változása:
| Lakosok száma | 1193 | 1238 | 1279 | 1272 | 1270 | 1272 | 1250 | 1228 | 1206 |
|               | 2013 | 2015 | 2016 | 2017 | 2018 | 2019 | 2020 | 2021 | 2022 |